# Atroporus
Atroporus is een monotypisch geslacht van schimmels behorend tot de familie Polyporaceae. Het bevat alleen Atroporus rufoatratus.